# الجديد (أمسمرير)
الجديد هو دُوَّار يقع بجماعة مسمرير، إقليم تنغير، جهة درعة تافيلالت في المملكة المغربية. ينتمي الدوّار لمشيخة أمسمرير التي تضم 7 دواوير. يقدر عدد سكانه بـ 266 نسمة حسب الإحصاء الرسمي للسكان والسكنى لسنة 2004.

## روابط خارجية
- البوابة الوطنية للجماعات الترابية
- المندوبية السامية للتخطيط